# Hypolimnas iris
Hypolimnas iris är en fjärilsart som beskrevs av Wildey 1941. Hypolimnas iris ingår i släktet Hypolimnas och familjen praktfjärilar. Inga underarter finns listade i Catalogue of Life.